# Vincent Mangano
Vincent Mangano (28 de marzo de 1888, Palermo – 19 de abril de 1951, Nueva York), nacido como Vincenzo Giovanni Mangano pronunciación en italiano: /vinˈtʃɛntso dʒoˈvanni ˈmaŋɡano/, también conocido como "Vincent The Executioner" como fue llamado en un periódico de Brooklyn, fue un jefe mafioso siciliano-estadounidense de la que luego sería llamada la "Familia criminal Gambino" desde 1931 hasta su desaparición en 1951.

## Vincent como jefe de la familia Gambino
En 1931, Mangano fue nombrado jefe de lo que era entonces la familia criminal Mineo luego de la Guerra de los Castellammarenses. Era uno de los jefes originales de las modernas Cinco Familias, siendo los otros Joseph Bonanno, Lucky Luciano, Joe Profaci y Tommy Gagliano.
Mangano hizo del puerto la principal fuente de ingresos de su familia. Él y sus asociados intentarían evitar que la carga fuera embarcada o desembarcada si la compañía naviera no pagaba el tributo correspondiente. Este esfuerzo se complementaba con el control de la familia del capítulo de Brooklyn de la International Longshoremen's Association; su presidente, Anthony Anastasio, era un miembro de la familia.

## Enemistad con Anastasia
A pesar de ser un poderoso mafioso por derecho propio, Albert Anastasia era nominalmente el subjefe de la familia criminal Mangano, bajo el mando de Mangano. Durante sus 20 años de liderazgo, Mangano tomó a mal los lazos cercanos de Anastasia con Luciano y Costello, particularmente el hecho de que ellos habían obtenido los servicios de Anastasia sin pedirle permiso primero. Esto y otras disputas de negocios llevaron a peleas acaloradas, casi físicas, ente los dos mafiosos.

## Desaparición
El hermano de Mangano fue encontrado muerto cerca de Sheepshead Bay, Brooklyn el 19 de abril de 1951. Vincent Mangano desapareció el mismo día. Se cree que ambos casos fueron asesinatos realizados bajo las órdenes del subjefe de la familia, Albert Anastasia como parte de un "golpe" en 1951. El cadáver de Vincent Mangano nunca se encontró y fue declarado muerto 10 años después el 30 de octubre de 1961 por la corte de apelaciones de Brooklyn. Nadie fue arrestado por el homicidio de Mangano, pero se asumió ampliamente que fue Anastasia quien estuvo atrás de ambas muertes.